# Marco Tulio Coll
Marco Tulio Coll Tesillo  (Barranquilla, 23 de agosto de 1935-Barranquilla, 5 de junio de 2017),más conocido como Marcos Coll, fue un futbolista colombiano, anotador del único gol olímpico en la historia de los mundiales en Chile 1962.

## Biografía
Proveniente del popular barrio San Roque en Barranquilla, dedicó su vida al fútbol como jugador profesional, técnico y finalmente como formador, capacitando a jóvenes en La Guajira, en un proyecto social que emprendió de la mano de ‘El Cerrejón’, donde finalmente se jubiló.

### Legado deportivo
Sus padres fueron Emelina Tesillo y Elías Coll Tara, quien en 1934 fundó el Colegio de Árbitros del Atlántico y fue el árbitro que dirigió el primer compromiso oficial del fútbol profesional colombiano el 15 de agosto de 1948 en Itagüí, cuando el Universitario perdió 0-2 ante el Atlético Municipal de Medellín (hoy Atlético Nacional) y también fue el primer árbitro FIFA de Colombia.
Uno de sus cinco hijos, Mario Alberto Coll también fue futbolista, jugador del Junior e integrante de la selección colombiana.

### Trayectoria
Marcos Coll debutó de 16 años en el fútbol profesional colombiano con el Sporting en 1952. En 1955 siguió al Independiente Medellín – siendo campeón, 1956 pasó al Tolima, donde en su desarrollo estuvo dos veces. En 1960 militó en el Bucaramanga y después en el América, rematando su carrera en el Junior.
Coll, volante de ida y vuelta, también tuvo una trayectoria internacional, primero 1956 en el Platense de Argentina y más tarde entre 1964 y 1965 con el Irapuato de México.

### Selección nacional
Perteneció a la nómina de la selección de fútbol de Colombia que participó en la Copa Mundial de Fútbol de 1962, realizada en Chile. Es el único jugador que ha anotado un gol olímpico en una Copa Mundial de Fútbol de la FIFA. Este logró se produjo en Arica el 3 de junio de 1962, durante el desarrollo del juego de primera ronda del Mundial, en el que Colombia igualó a cuatro tantos con su similar de la Unión Soviética, cuyo portero era Lev Yashin, más conocido como «La Araña Negra», considerado el mejor portero de la época y de la historia.

### Participaciones en Copa del Mundo
| Copa                 | Sede  | Resultado    | Part. | Goles |
| -------------------- | ----- | ------------ | ----- | ----- |
| Copa Mundial de 1962 | Chile | Primera Fase | 3     | 1     |

### Participaciones en Sudamericano
| Copa                         | Sede    | Resultado | Part. | Goles |
| ---------------------------- | ------- | --------- | ----- | ----- |
| Campeonato Sudamericano 1963 | Bolivia | 7° Lugar  | 2     | 0     |

### Participaciones en Eliminatorias al Mundial
| Eliminatorias                 | País   | Resultado   | Part. | Goles |
| ----------------------------- | ------ | ----------- | ----- | ----- |
| Eliminatorias Mundial de 1958 | Suecia | Eliminado   | 3     | 0     |
| Eliminatorias Mundial de 1962 | Chile  | Clasificado | 0     | 0     |

### Fallecimiento
Murió a los 81 años, el 5 de junio de 2017, por complicaciones asociadas con una neumonía que padecía.

## Clubes
| Club                     | País      | Año       |
| ------------------------ | --------- | --------- |
| Sporting de Barranquilla | Colombia  | 1952-1954 |
| Independiente Medellín   | Colombia  | 1955      |
| CA Platense              | Argentina | 1956      |
| Deportes Tolima          | Colombia  | 1956-1959 |
| Atlético Bucaramanga     | Colombia  | 1960      |
| América de Cali          | Colombia  | 1960-1964 |
| Club Deportivo Irapuato  | México    | 1964-1965 |
| Deportes Tolima          | Colombia  | 1965-1969 |
| Junior de Barranquilla   | Colombia  | 1969-1971 |

## Palmarés

### Campeonatos nacionales
| Título                | Club                   | País     | Año  |
| --------------------- | ---------------------- | -------- | ---- |
| Campeonato colombiano | Independiente Medellín | Colombia | 1955 |

## Nota
1. ↑  En la mayoría de las referencias que se hacen, como en la nota de condolencia del presidente de la FIFA recogida en la página web de la Federación Colombiana de Fútbol,[1] se le llama Marcos, mientras que según otras referencias significativas, como el obituario de la funeraria de Barranquilla donde se repuso su cuerpo[2] o en artículos que lo destaca,[3][4] su nombre sería «Marco (así, sin s)»